# Giorgio Chiellini
Giorgio Chiellini, född 14 augusti 1984 i Pisa, är en italiensk före detta fotbollsspelare. Han har tidigare representerat det italienska landslaget där han också var lagkapten. Chiellini har vunnit både silver i EM 2012 och guld i EM 2020. Chiellini spelade oftast som mittback eller vänsterback.

## Klubblag

### Livorno
Giorgio Chiellini började redan som 6-åring i Livornos ungdomslag. Han spelade i ungdomslag samt reservlaget 1990-2000 innan han inför säsongen 2000/2001 fick kontrakt med A-laget. Under första året fick Chiellini spela 3 matcher och året efter blev det fem framträdanden. Chiellini gjorde sin första säsong i Serie B 2002/2003. Under det året gjorde han 6 matcher och även sin Coppa Italia-debut. Året efter fick Chiellini sitt genombrott i Livorno och spelade näst intill samtliga matcher, 41 stycken och gjorde dessutom sina 4 första mål på seniornivå. Under Chiellinis fyra år i Livorno gjorde han totalt 55 matcher och 4 mål.

### Fiorentina
Sommaren 2004 köptes Chiellini av Juventus som genast sålde en del av honom till Fiorentina där han spelade under säsongen 2004/2005. Under året var Chiellini given i startelvan och spelade totalt 42 matcher, varav 37 i Serie A, och noterades för 3 mål.

### Juventus
Efter en stark säsong i Fiorentina tog Juventus tillbaka Chiellini och köpte samtidigt tillbaka Fiorentinas hälft som man tidigare sålt. Under Fabio Capellos ledning spelade Chiellini 23 matcher första säsongen, varav 17 i Serie A och hjälpte på så sätt till att vinna Juventus 29:e ligatitel. Efter Juventus tvångsnedflyttning efter Serie A-skandalen 2006 förblev Chiellini Juventus trogen trots att de tappade flera stora stjärnor som Zlatan Ibrahimović, Patrick Vieira, Emerson, Gianluca Zambrotta och Fabio Cannavaro. I Serie B under den nya managern Claudio Ranieri blev Chiellini en viktig del då Juventus drogs med skador på många försvarare. Juventus återvände till Serie A direkt efter att bara ha släppt in 30 mål under hela säsongen. I 5-1-segern mot Arezzo lyckades Chiellini göra två mål.
Tillbaka i Serie A började Chiellini på sin sedvanliga vänsterbacksposition. Men efter skador på Jorge Andrade och Domenico Criscito spelades han in som mittback. Efter en enastående säsong på sin nya position ansågs han vara en av de bästa mittbackarna i Italien. Tillsammans med sin mittbackskollega Nicola Legrottaglie släppte Juventus in näst minst mål i hela Serie A. 27 april 2008 gjorde Chiellini två mål i 5-2-segern över Lazio, en match där Juventus säkrade en topp fyra-placering. Idag är Chiellini given startspelare i Juventus och i italienska landslaget.
Under säsongen 2008/2009 hjälpte han sitt Juventus att nå en 2:a plats i ligan. 13 augusti 2008 gjorde han sitt första mål i Champions League i 4-0-segern över Artmedia Petrzalka (tredje kvalrundan). I slutet av året röstades Chiellini fram av spelarna som Årets försvarare.
Chiellini åkte på en skada i en match mot Fiorentina 6 mars 2010 vilket gjorde att han missade ett antal viktiga matcher. Utan Chiellini i försvaret släppte Juventus in 9 mål på de 4 matcher som han missade. I comebacken mot Napoli gjorde han ett mål i 1-3-förlusten. 23 november 2010 förlängde Chiellini sitt kontrakt med Juventus till 30 juni 2015.

## Internationellt
Chiellini gjorde sin landslagsdebut i november 2004 mot Finland. Han har vunnit U19-EM 2003 och var även med i truppen som tog brons i OS 2004.
Europamästare 2020 som spelades 2021.
Chiellini var med i Italiens trupp under EM 2008, där han skadade lagkaptenen Fabio Cannavaro på träning så illa att han missade hela mästerskapet. Efter att ha ställts åt sidan i öppningsmatchen mot Holland ingick han i startelvan de resterande två gruppmatcherna, samt i kvartsfinalen mot blivande europamästarna Spanien där Italien förlorade på straffar.
Under kvalet till VM 2010 cementerade Chiellini sin plats i landslagets startelva, och han var ordinarie medlem av backlinjen i de nästföljande fyra större mästerskapen. Före och under EM 2012 besvärades han av skador, men spelade trots detta i fem av Italiens sex matcher, inklusive finalförlusten mot Spanien. I EM 2016 nådde Italien kvartsfinalen, som de förlorade mot Tyskland på straffar. Mesut Özils ledningsmål i kvartsfinalen var det enda mål i turneringen som Italien släppte in med Chiellini på planen, man hade dock dessförinnan förlorat den betydelselösa sista gruppspelsmatchen mot Irland med 1-0, då flera ordinarie spelare vilades.
Chiellinis VM blev mindre lyckosamma. Han var inte uttagen till den trupp som vann VM-guld i Tyskland 2006, medan Italien åkte ur i gruppspelet både 2010 och 2014. I kvalet till VM i Ryssland 2018 slutade Azzurri på andra plats i sin grupp efter Spanien. Efter att Italien i november 2017 förlorat playoffmötet mot Sverige med 1-0 över två matcher, och därmed misslyckats med att kvalificera sig till ett VM för första gången sedan 1958, meddelade den 33-årige Chiellini att hans landslagskarriär var över. Trots detta beslut blev han åter uttagen till det italienska laget 2018, då han även utsågs till lagkapten. I Europamästerskapen 2020 vann hans landslag guld efter finalvinst över England.